# Villa la Venta
Villa la Venta är en ort i Mexiko.   Den ligger i kommunen Huimanguillo och delstaten Tabasco, i den sydöstra delen av landet, 600 km öster om huvudstaden Mexico City. Villa la Venta ligger 20 meter över havet och antalet invånare är 9 511.
Terrängen runt Villa la Venta är mycket platt. Runt Villa la Venta är det ganska glesbefolkat, med 45 invånare per kvadratkilometer. Närmaste större samhälle är Agua Dulce, 11,4 km väster om Villa la Venta. Omgivningarna runt Villa la Venta är en mosaik av jordbruksmark och naturlig växtlighet.